# Puzrish-Dagan
Puzrish-Dagan (actual Drehem) es un importante yacimiento arqueológico ubicado en Al-Qādisiyyah (Irak). Es conocido por las miles de tablillas de arcilla procedentes del saqueo del yacimiento a principios del siglo XX.

## Historia de la investigación
Puzrish-Dagan llamó la atención de los académicos cuando comenzaron a aparecer en el mercado de antigüedades tablillas de arcilla en 1909-1910. Según la información de los comerciantes, Puzrish-Dagan podría identificarse con el actual Drehem en Irak. Desde entonces, se han publicado unas 12.000 tabletas que se cree proceden del sitio. Los objetos se encuentran dispersos en numerosas colecciones, por ejemplo en el Museo Real de Ontario, el Instituto Oriental, el Museo de Harvard y el Museo de Irak. Stephen Herbert Langdon excavó allí brevemente en 1924.
El yacimiento fue inspeccionado por Robert McCormick Adams durante sus trabajos trabajo arqueológicos en la región. Igualmente, arqueólogos iraquíes realizaron excavaciones en 2007 bajo la dirección de Ali Ubeid Shalkam y el proyecto QADIS iraquí-italiano estudió el lugar en 2016. Entre 2016 y 2019, la Universidad de Bolonia y la Junta Estatal Iraquí de Antigüedades y Patrimonio desarrollaron un programa de teledetección y estudios de superficie en la provincia de Qadisiyah, incluido Drehem,que determinó que el sitio tenía una extensión de 60 hectáreas y que la ciudad estaba rodeada de canales, dispuesta como una cuadrícula urbana, con varios edificios administrativos y puerto.
El Instituto Oriental recibió permiso para iniciar nuevas excavaciones en el sitio como parte de su trabajo renovado en el cercano yacimiento de Nippur y llevó a cabo un estudio preliminar en 2019.

## El yacimiento y su entorno
Puzrish-Dagan se encuentra a unos 10 kilómetros al sureste de Nippur, del cual a veces se ha considerado suburbio. Se pueden distinguir dos áreas; un montículo norte y otro sur. El montículo norte mide 380x240x4 metros con un área total de 10 hectáreas. El montículo sur es un poco más grande: mide 560x275 metros y tiene una altura de 8,5 metros, ocupando un área de 15 hectáreas. En la actualidad, hay zonas enterradas bajo explotaciones agrícolas actuales y es atravesado por varios canales de riego. El montículo ha sido descrito como una "colmena" debido al saqueo ilegal que se ha producido desde principios del siglo XX.
Según la morfología del yacimiento, el montículo sur posiblemente contenga un zigurat . Es probable que ambos montículos contengan grandes edificaciones; restos de muros aún son visibles en superficie y la regularidad de estas huellas sugiere que los edificios fueron planificados y construidos en un corto período de tiempo. El estudio QADIS ha documentado posibles restos de una muralla de la ciudad, un gran complejo de templos junto al zigurat, antiguos canales que discurrían a lo largo y a través del asentamiento y un puerto.

## Historia de la ocupación
Según una publicación de 1967 de la Dirección General de Antigüedades de Irak, el yacimiento ha aportado pruebas de ocupación durante los períodos Dinástico Arcaico, Acadio y Ur III. El estudio de QADIS encontró restos cerámicos que datan del período Uruk y confirmó que el período Ur III fue probablemente el nivel de asentamiento más importante en Drehem. También se han encontrado pruebas del periodo Isin-Larsa, así como del periodo parto y sasánida. Los miles de textos procedentes del sitio datan del período Ur III y, a falta de excavaciones, estos textos proporcionan la mayor información sobre la naturaleza del asentamiento. Puzrish-Dagan fue fundado por Shulgi como un importante centro administrativo en el sistema tributario bala de Ur III. Como atestiguan miles de tablillas cuneiformes, el ganado (bovinos, ovinos y caprinos) del estado se centralizaba en Drehem y posteriormente se redistribuía entre los templos, sus funcionarios y los palacios reales. Los templos de la cercana Nippur eran el principal destino del ganado.

## Otras lecturas
- Richard Firth, "Sincronización de los calendarios Drehem, Nippur y Umma durante la última parte de Ur III", CDLJ 2016:1, Cuneiform Digital Library Journal, 2016
- Kang, Shin T, "Textos económicos sumerios del archivo Drehem", Textos cuneiformes sumerios y acadios en la colección del Museo del Patrimonio Mundial de la Universidad de Illinois 1. Urbana, Illinois: University of Illinois Press, 1972
- Maeda, Tohru, "Trayendo (mu-túm) ganado y la organización Puzurish-Dagan en la dinastía Ur III", ASJ 11, págs. 69-111, 1989
- Maeda, Tohru, "Los funcionarios de recepción y entrega en Puzurish-Dagan", ASJ 15, págs. 297-300, 1993
- Nesbit, William Marsiglia, "Registros sumerios de Drehem", n.º 8, Columbia University Press, 1914
- Sigrist, Marcel, "Drehem", Bethesda, Maryland: CDL Press, 1992ISBN 0-9620013-6-8 (en francés)
- Steinkeller, Piotr, "Terminología de ovejas y cabras en Ur III Fuentes de Drehem", BSA 8, págs. 49-70, 1995
- Tsouparopoulou, "El 'Cuerpo K-9' de la Tercera Dinastía de Ur: Los cuidadores de perros en Drehem y el ejército", ZA102, págs. 1-16, 2012
- Tsouparopoulou, Christina, "Matar y desollar animales en el período Ur III: la oficina de Puzriš-Dagan (Drehem) que gestiona los animales muertos y los subproductos del sacrificio", AoF 40, págs. 150-82, 2013
- Tsouparopoulou, Christina, "Los sellos de Ur III impresos en documentos de Puzriš-Dagan (Drehem)", HSAO 16, Heidelberg: Heidelberger Orientverlag, 2015
- Tsouparopoulou, Christina, "A Reconstruction of the Puzriš-Dagan Central Livestock Agency", Cuneiform Digital Library Journal, Cuneiform Digital Library Initiative, 2013 (ISSN: 1540-8779)

- Datos: Q3411130